# يوجين فايل
يوجين فايل (بالإنجليزية: Eugene Vale)‏ (11 أبريل 1916 - 2 مايو 1997)؛ كاتب سيناريو وروائي أمريكي.

## روابط خارجية
- يوجين فايل على موقع IMDb (الإنجليزية)
- يوجين فايل على موقع قاعدة بيانات برودواي على الإنترنت (الإنجليزية)
- يوجين فايل على موقع قاعدة بيانات الفيلم (الإنجليزية)